# Xã Monroe, Quận Pickaway, Ohio
Xã Monroe (tiếng Anh: Monroe Township) là một xã thuộc quận Pickaway, tiểu bang Ohio, Hoa Kỳ. Năm 2010, dân số của xã này là 1.234 người.